# Болеславчик
Болесла́вчик — село в Україні, у Синюхинобрідській сільській громаді Первомайського району Миколаївської області. Населення становить 613 осіб. 

## Географія
Розташоване на правому березі річки Синюхи, за 8 км на північний захід від міста Первомайськ і залізничної станції Первомайськ-на-Бузі на лінії Борщі-Підгородня.

## Історія
Біля села Станіславчик виявлені залишки поселення і розміщені декілька курганів епохи бронзи (II тисячоліття до н. е.), один із курганів розкопаний. Знайдені також поселення Черняхівської культури (II—VI ст. н. ери).
Болеславчик заснований в середині XIX століття.
9 січня 1920 року поблизу Болеславчика під час Зимового походу відбувся бій відділку Кінного полку Чорних Запорожців Армії УНР, очолюваний Петром Дяченком з частинами Збройних Сил Півдня Росії. Чорношличники захопили 17 коней із сідлами та 9-х полонених.
Під час організованого радянською владою Голодомору 1932—1933 років померло щонайменше 246 жителів села.
під час Німецько-радянської війни до лав радянської армії мобілізовано 172 жителі села, 60 з них загинули, 49 — нагороджені орденами і медалями. У 1968 р. у Болеславчику встановлений пам'ятник воїнам — визволителям села, які загинули в боях з німецькими військами.

## Економіка
У селі обробляється 1776 га сільськогосподарських угідь, з них 1590 га орних, у тому числі 210 га поливних земель. Тут вирощують озиму пшеницю, кукурудзу, соняшник, цукровий буряк, овочі; розвинене м'ясо-молочне тваринництво. Є майстерня по обслуговуванню сільськогосподарської техніки. Працює гранітний кар'єр.

## Освіта та культура
У селі є дев'ятирічна школа (13 учителів і 85 учнів), клуб із залом на 200 місць, бібліотека, книжковий фонд якої становить 8,4 тис. примірників, медпункт, дитячі ясла, два магазини, відділення Укрпошти, Ощадбанка України.